# 안우생
안우생(安偶生, 필명 에스페란토: Elpin Aan 엘핀 안, 1907–1991)은 한국의 독립 운동가이다. 안중근의 조카이며 안공근의 장남이다. 해방 후 조선민주주의인민공화국에서 거주하였다.

## 생애
1907년 안공근의 장남으로 태어났다. 1922년 안우생 가족은 상하이로 이주하였다. 1939년경부터 한국의 독립 운동에 참여하였고, 1942년 9월부터 임정 군무부 편집과 과원으로 있었다.
안우생은 모국어인 한국어 이외에도 러시아어·중국어·영어·프랑스어·에스페란토를 구사하였고, 특히 ‘엘핀’(에스페란토: Elpin)이라는 필명으로 에스페란티스토로서 활동하였다. 루쉰의 《광인일기》 및 다른 작품들을 최초로써 에스페란토로 번역하였다.
해방 후, 백범 김구의 대회 담당 비서로 있었다. 김구가 암살된 후, 1949년 홍콩에 간 뒤 이후 자취를 감췄고, 월북한 것으로 추정된다.
1986년 4월 북조선 매체 《로동신문》에 〈민족대단합의 위대한 경륜 — 남북연석회의와 김구선생을 회고하면서〉라는 글을 발표하면서, 북조선에 있다는 사실이 확인되었다. 안기철·안기호·안기영 세 아들을 두었다고 한다. 1991년 2월 평양에서 사망하였고, 평양 애국열사릉에 매장되었다.